# Maurice Podoloff
Maurice Podoloff (Elisavetgrad, 18 agosto 1890 – New Haven, 24 novembre 1985) è stato un avvocato e dirigente sportivo statunitense di pallacanestro e hockey su ghiaccio. Fu il primo presidente della NBA. Prestò servizio dalla fondazione della lega BAA nel 1946 fino al 1963.
È membro del Naismith Memorial Basketball Hall of Fame dal 1974 in qualità di contributore.

## Biografia
Podoloff nacque a Elisavetgrad nell'allora Impero russo (ora Ucraina) il 18 agosto 1890. Nella sua gioventù la famiglia emigrò negli USA dove si diplomò alla Hillshouse High School a New Haven nel 1909. In seguito frequentò l'università Yale dove ottenne la sua laurea in legge.
L'avvocato Maurice Podoloff fu un uomo dal carattere impeccabile e fu fondamentale per lo sviluppo e il successo della pallacanestro professionistica. Il 6 giugno 1946 Podoloff, il quale era già in carica come presidente della American Hockey League, fu designato presidente della BAA diventando così la prima persona a dirigere due leghe simultaneamente.
Podoloff negoziò una fusione tra la BAA e la National Basketball League per formare nel 1949 l'attuale NBA. Essendo un avvocato senza precedenti esperienze le sue grandi doti amministrative ed organizzative furono viste in seguito come la chiave che mantenne la lega vive nei suoi tanti momenti tempestosi.
Fu un presidente leale con tutte le squadre ed i presidenti qualunque fosse il loro potere. In 17 anni di presidenza espanse la NBA a più di 17 squadre formando 3 divisioni ed organizzando 557 partite.
Maurice Podoloff introdusse il draft collegiale nel 1947 e nel 1954 istituì il cronometro dei 24 secondi creato da Danny Biasone, proprietario dei Syracuse Nationals, che velocizzò il gioco e trasformò la NBA da un lento e schematico gioco in uno sport veloce. Nel 1954 inoltre aumentò notevolmente la fama di questo sport assicurandogli il suo primo contratto televisivo.
La presidenza di Podoloff terminò nel 1963 e comunque durante i primi anni della NBA fu capace di accrescere l'interesse dei fan e la prosperità generale della pallacanestro grazie alla sua previdenza e saggezza. In suo onore la NBA avrebbe rinominato l'annuale NBA Most Valuable Player Award in Podoloff Cup.